# 戊二烯二酸
戊二烯二酸或称为戊-2,3-二烯二酸（英語： 或 glutinic acid）是一种有机化合物，分子式C5H4O4，属于不饱和二羧酸，由于存在累积二烯烃的结构，故存在立体异构。